# Maria Manuela Portugal Eanes

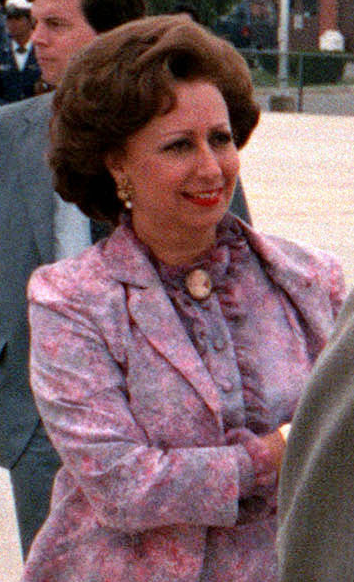
Maria Manuela Portugal Eanes

Maria Manuela Duarte Neto Portugal Ramalho Eanes (* 29. Dezember 1938 in Almada) ist eine portugiesische Juristin. Als Ehefrau von António Ramalho Eanes war sie von Juli 1976 bis März 1986 Primeira-dama von Portugal.

## Werdegang
Sie ist eines von zwei Kindern des Manuel Neto de Portugal (1909–2000) und dessen erster Ehefrau Laura Duarte (~1910–1975).
Ihr Studium der Rechtswissenschaften schloss sie mit Promotion ab. Anschließend war sie im Gesundheitsministerium, am Instituto de Obras Sociais und im Erziehungsministerium tätig. Im Oktober 1970 heiratete sie in der Kapelle des Palácio de Queluz den Militär Ramalho Eanes. Aus der Ehe gingen zwei Söhne hervor. 
Nach der Wahl ihres Mannes zum Staatspräsidenten wandelte sie mit der Übernahme repräsentativer Aufgaben die Rolle der Primeira-dama. 1983 war sie Mitbegründerin des Instituto de Apoio à Criança. 

## Ehrungen
- 1980: Orden de Isabel la Católica
- 1980: Großkreuz des Pro Ecclesia et Pontifice
- 1980: Großkreuz des Sankt-Olav-Ordens
- 15. Juli 1980: Großkreuz des Verdienstordens der Bundesrepublik Deutschland
- 1982: Großkreuz des Ordens vom Kreuz des Südens
- 1982: Großkreuz des Kronenordens
- 1985: Großkreuz des Militär- und Zivildienst-Ordens Adolphs von Nassau
- 23. Mai 1997: Großkreuz des Ordens des Infanten Dom Henrique